# 1 Dowództwo Sił Powietrznych i Obrony Przeciwlotniczej (Federacja Rosyjska)
1 Dowództwo Sił Powietrznych i Obrony Przeciwlotniczej (ros. 1-е командование ВВС и ПВО) – w latach 2009 – 2015 związek operacyjny Sił Zbrojnych Federacji Rosyjskiej w ramach Zachodniego Okręgu Wojskowego.

## Formowanie i zmiany organizacyjne
W lutym 2010  wprowadzona została w życie Doktryna Wojenna Federacji Rosyjskiej. Utworzone zostały cztery dowództwa operacyjno-strategiczne, a w ślad za nimi cztery okręgi wojskowe. Każdemu z nich podporządkowano jedno dowództwo SPiOP. W Zachodnim Okręgu Wojskowym na bazie 6 ALiOP i 16 Korpusu Lotniczego utworzono 1 Dowództwo SPiOP.  Korpusy i dywizje obrony powietrznej przeformowano w Brygady Obrony Powietrzno-Kosmicznej, włączając w ich struktury elementy wojsk radiotechnicznych.
1 sierpnia 2015 dekret prezydenta Federacji Rosyjskiej powołał w miejsce Dowództwa Sił Powietrznych i Dowództwa Obrony Powietrzno-Kosmicznej Główne Dowództwo Sił Powietrzno-Kosmicznych. Na bazie Sił Powietrznych i Wojsk Powietrzno-Kosmicznych powstały Siły Powietrzno-Kosmiczne. Dowództwa 4 dowództwo SPiOP przekształcone zostało na powrót w 6 ALiOP.

## Struktura organizacyjna
- 15 Brygada Lotnictwa (Ostrow)
- 378 Baza Lotnicza (Wiaźma)
- 549 Baza Lotnicza (Lewaszowo)
- 800 Baza Lotnicza (Czkałowskij)
- 922 Baza Lotnicza (Puszkin)
- 105 Dywizja Lotnictwa (Woroneż)
  - 455 Pułk Lotnictwa Mieszanego (Woroneż)
  - 14 Gwardyjski Pułk Lotnictwa Myśliwskiego (Kursk)
  - 159 Gwardyjski Noworosyjski Pułk Lotnictwa Myśliwskiego (Biesowiec)
  - 790 Pułk Lotnictwa Myśliwskiego (Chotiłowo)
- 98 Pułk Lotnictwa (Monczegorsk)[4]